# Anisocrella hymedesmina
Anisocrella hymedesmina är en svampdjursart som beskrevs av Topsent 1927. Anisocrella hymedesmina ingår i släktet Anisocrella och familjen Crellidae. Inga underarter finns listade i Catalogue of Life.